# ピーター・ウィンチ
ピーター・ウィンチ（Peter Guy Winch, 1926年1月14日 - 1997年4月27日）は、社会科学、ウィトゲンシュタイン研究、倫理学、宗教哲学に貢献したイギリスの哲学者である。 ウィンチは、社会科学における実証主義への批判、コリンウッドとウィトゲンシュタイン以降の哲学を取り上げた著書『社会科学の理念』(1958年: The Idea of a Social Science and its Relation to Philosophy)の著者として有名である。

## 来歴
- 1926年1月14日  ロンドンに生誕
- 1944年 Leyton County High School 卒業
- 1944年 - 1947年 イギリス海軍に仕える
- 1949年 オックスフォード大学 卒業
- 1951年 オックスフォード大学で哲学学士取得
- 1951年-1964年 スウォンジー・カレッジで教鞭を取る
- 1958年 初の著書「The Idea of a Social Science」を出版
- 1964年 - 1967年 ロンドン大学バークベック校で哲学科リーダー[2]
- 1967年- 1984年 キングス・カレッジ・ロンドン 哲学科教授
- 1984年 - 1995年 イリノイ大学アーバナ・シャンペーン校 哲学科教授
- 1995年 - 米国でウィトゲンシュタインのカンファレンスを共同主宰[3]
- 1997年 逝去

### 客員で務めた主な役職[2]
- 1961-1962 ロチェスター大学（米国）
- 1970-1971 アリゾナ大学（米国）
- 1972 コンスタンツ大学（ドイツ）
- 1983 ブルックリンカレッジ（米国）
- 1986 テュービンゲン大学（ドイツ）

## 思想
ウインチは1951年から1964年までウエールズ大学スウォンジー・カレッジの哲学の講師を務め、そのとき同僚でウィトゲンシュタイン研究者のラッシュ・リーズとロイ・オランダから大きな影響を受けた。 1964年にロンドン大学バークベック・カレッジ、1967年にロンドンのキングズ・カレッジの哲学の教授に就任。その後、1980年から1981年にかけてアリストテレス協会の会長を務めた。そして、1985年にウィンチはアメリカに移りイリノイ大学アーバナ・シャンペーン校の教授に就任した。
ウィンチに大きな影響を与えたのは、ルートヴィヒ・ウィトゲンシュタイン、ラッシュ・リーズ、R・G・コリンウッド、シモーヌ・ヴェイユである。彼は「社会科学」という名前を冠した哲学の一形態を生み出したといえる。ウィンチはウィトゲンシュタインと個人的に知り合いではなかったが、親交のあったリースと同僚であった。ウィンチは、リースからシモーヌ・ヴェイユについての関心も受けた。
ほとんどの英米哲学者がウィトゲンシュタインに幻惑されていたとき、ウィンチのアプローチは際立っていた。彼の仕事の多くはウィトゲンシュタインの著作の誤読の指摘と関わっていたが、彼自身の哲学は、オックスフォード流の「言語学的」哲学に関する問題から、「生活の形態」(forms of life)と言語ゲームに関わるものであった。ウィトゲンシュタインの哲学を倫理と宗教の分野に取り入れるなかでは、ウィンチの独創性が見られる。
1958年に出版された初の著書「The Idea of a Social Science」は、後に多数の言語に翻訳され20世紀哲学の古典になった。

## 著作
- The Idea of a Social Science and its Relation to Philosophy, London 1958、日本語版「社会科学の理念―ウィトゲンシュタイン哲学と社会研究」（新曜社、1977年）
- Understanding a Primitive Society, 1964, American Philosophical Quarterly I, pp. 307–24
- Studies in the Philosophy of Wittgenstein 1969
- Ethics And Action, London 1972、日本語版「倫理と行為」（勁草書房、2009年）
- Culture and Value, Ludwig Wittgenstein, Translated by Peter Winch, Oxford 1980
- Trying to Make Sense, Oxford 1987
- Simone Weil, the Just Balance, Cambridge 1989
- The Idea of a Social Science and its Relation to Philosophy, London 1990 (second edition)